# Gunnar Svedberg
Gunnar Svedberg (ur. 12 sierpnia 1947 w Annefors) – szwedzki chemik, rektor Uniwersytetu w Göteborgu.
Svedberg studiował na Royal Institute of Technology (KTH) w Sztokholmie. W 1975 roku został doktorem chemii inżynieryjnej. W 1989 roku został profesorem na KTH. Był rektorem Mid Sweden University College w latach 1999–2003 i Uniwersytetu w Göteborgu w latach 2003–2006. Prezydent Innventia do przejścia na emeryturę w 2011 roku.
Svedberg jest członkiem Royal Swedish Academy of Engineering Sciences od 1992 roku.